# عبد الرحمن سيد عبده
عبد الرحمن سيد عبده (مواليد 30 يناير 1996) هو لاعب كرة يد مصري للأهلي والمنتخب المصري.
شارك في بطولة العالم لكرة اليد للرجال 2017.